# Mogos Tuemay
Mogos Tuemay (24 maggio 1997) è un mezzofondista etiope.

## Palmarès
| Anno | Manifestazione      | Sede         | Evento         | Risultato | Prestazione | Note                          |
| ---- | ------------------- | ------------ | -------------- | --------- | ----------- | ----------------------------- |
| 2013 | Mondiali U18        | Donec'k      | 3000 m piani   | 4º        | 8'03"83     | Miglior prestazione personale |
| 2019 | Mondiali di cross   | Aarhus       | Corsa seniores | 18º       | 33'06"      |                               |
| 2019 | Mondiali di cross   | Aarhus       | A squadre      | Bronzo    | 46 p.       |                               |
| 2022 | Campionati africani | Saint-Pierre | 10000 m piani  | Oro       | 29'19"01    |                               |
| 2023 | Mondiali di cross   | Bathurst     | Corsa seniores | 10º       | 30'11"      |                               |
| 2023 | Mondiali di cross   | Bathurst     | A squadre      | Argento   | 33 p.       |                               |

## Altre competizioni internazionali
2019
- 4º al Bauhaus-Galan ( Stoccolma), 10000 m piani - 27'34"36
- 13º allo Shanghai Golden Grand Prix ( Shanghai), 5000 m piani - 13'15"04
- 11º alla Mezza maratona di Delhi ( Nuova Delhi) - 1h02'48"

2020
- Oro al Campaccio ( San Giorgio su Legnano) - 29'01"

2021
- 15º alla Mezza maratona di Lisbona ( Lisbona) - 1h01'43"
- 5º al Campaccio ( San Giorgio su Legnano) - 29'55"

2022
- 9º alla Mezza maratona di Praga ( Praga) - 1h01'51"
- 13º al Birell Grand Prix ( Praga) - 28'38"

2023
- 21º alla Mezza maratona di Copenhagen ( Copenaghen) - 1h02'50"